# Nouvelles études francophones
Nouvelles études francophones est une revue scientifique du Conseil international d'études francophones (CIÉF).
C'est une revue biannuelle qui se consacre à l'usage de la langue française, la littérature, les arts, les sciences sociales, et la culture des pays et régions francophones.